# Thyone tanyspiera
Thyone tanyspiera is een zeekomkommer uit de familie Phyllophoridae.
De wetenschappelijke naam van de soort werd in 1988 gepubliceerd door David Pawson & J.E. Miller.